# António Vitorino
António Manuel de Carvalho Ferreira Vitorino (Lisbona, 12 gennaio 1957) è un politico e giurista portoghese, esponente del Partito Socialista.
È stato ministro e commissario europeo.

## Formazione e carriera professionale
Vitorino si laureò in giurisprudenza all'università di Lisbona e conseguì un master in giurisprudenza e scienze politiche presso lo stesso ateneo.
Vitorino è avvocato e professore universitario associato. Ha insegnato presso l'università autonoma di Lisbona e la facoltà di giurisprudenza dell'International University 1982.
Dal 1989 al 1994 Vitorino è stato giudice della corte costituzionale del Portogallo.
Dal 1998 al 1999 è stato vicepresidente di Portugal Telecom Internacional e presidente del consiglio generale del Banco Santander Portugal.

## Carriera politica
Vitorino venne eletto membro del parlamento portoghese per la prima volta il 13 novembre 1980, a soli 23 anni, e ne fece parte ininterrottamente fino al 3 novembre 1991. Fino al 1985 rappresentò il collegio di Porto, dal 1985 al 1987 quello di Braga e successivamente il collegio di Guarda.
Dal 1980 al 1984 fece parte del comitato congiunto tra il parlamento portoghese e il parlamento europeo sull'integrazione europea, che preparò l'ingresso del Portogallo nelle Comunità europee avvenuto nel 1986.

### Incarichi di governo
Dal 1984 al 1985 Vitorino fu segretario di stato per gli affari parlamentari. Tra il 1985 e il 1986 presiedette la commissione parlamentare per gli affari costituzionali ed i diritti civili.
Nel 1986 Vitorino venne nominato segretario di stato per l'amministrazione e la giustizia del governo di Macao. L'anno successivo venne nominato rappresentante del presidente portoghese Mario Soares nel gruppo di collegamento cino-portoghese per i negoziati sulla cessione di Macao alla Cina. Svolse l'incarico fino al 1989.
Nel 1994 Vitorino venne eletto membro del Parlamento europeo e divenne presidente della commissione parlamentare per le libertà civili e gli affari interni.
Nell'ottobre 1995 Vitorino venne eletto nuovamente membro del parlamento portoghese, in rappresentanza del collegio di Setúbal. Tra il 1995 e il 1997 fu ministro della difesa e vice primo ministro del Portogallo.

### Commissario europeo
Nel 1999 venne indicato dal governo portoghese come commissario europeo del Portogallo nell'ambito della Commissione Prodi. Rimase in carica dal settembre 1999 al novembre 2004, gestendo il portafoglio della giustizia e degli affari interni.
Tra il 2002 e il 2003 Vitorino fece parte della Convenzione europea in rappresentanza della Commissione.
Nel giugno 2003 Vitorino venne preso in considerazione come possibile segretario generale della NATO, ma venne considerato "troppo europeo" dal governo degli Stati Uniti e gli venne preferito Jaap de Hoop Scheffer.

### Attività politica successiva
Nel luglio 2004 Vitorino giunse molto vicino alla candidatura alla leadership del suo partito, che avrebbe probabilmente ottenuto e che lo avrebbe reso il candidato del partito socialista per le elezioni politiche successive, ma rinunciò a competere. Successivamente per Vitorino venne anche ipotizzata una candidatura alle elezioni presidenziali del 2006, che poi non si verificò. Nel novembre 2004 Vitorino venne incaricato di coordinare il programma elettorale del partito socialista in vista delle elezioni politiche.
Dal 2005 al 2009 ha fatto nuovamente parte del Parlamento portoghese in rappresentanza del collegio di Setúbal.

## Altre attività
Vitorino sostiene il World Justice Project.
Dall'autunno 2018 è direttore generale dell'Organizzazione Internazionale per le Migrazioni.

## Vita personale
Vitorino è sposato ed ha due figli.
Fa parte della massoneria del Grande Oriente Lusitano.